# Макроцикл
Макроцикл по определению ИЮПАК — «циклическая макромолекула или макромолекулярная циклическая часть макромолекулы» В химической литературе химики органики могут называть макроциклом любую молекулу, содержащую кольцо из более чем девяти атомов. В координационной химии понятие макроцикла даётся в более узком смысле; так здесь называют циклическую молекулу с тремя или более атомами-донорами, способными образовывать координационные связи с центральным атомом металла.

## Макроциклический эффект

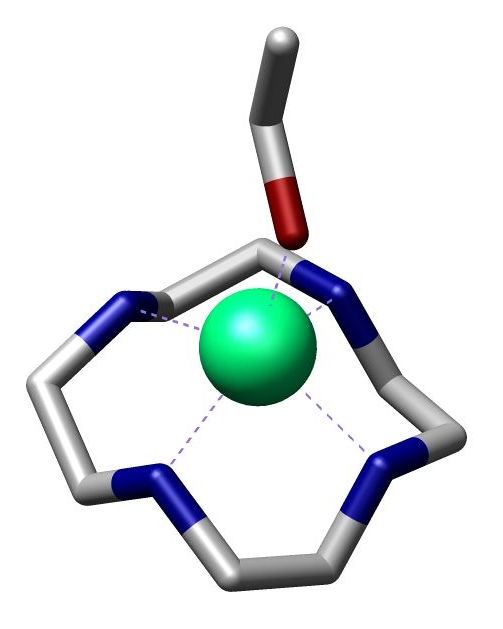
Кристаллическая структура иона Zn(II) координационно связанного с цикленом и этанолом. Взято из Inorg. Chem., 1997, 4579-4584.

Макроциклические соединения, выступающие в роли лигандов, способны располагать свои донорные атомы в пространстве таким образом, что образуется готовое координационное соединение, в которое встраивается ион-комплексообразователь.  Макроциклические лиганды высоко селективны, т.е. образуют особо прочные комплексы с катионами определённого размера. Сочетание селективности макроциклических лигандов с высокой прочностью  образующихся комплексов носит название макроциклического эффекта. Устойчивость этих соединений так же отчасти объясняется хелатным эффектом.
Макроциклический эффект был открыт в 1969 году. Координационные химики изучали циклические молекулы с тремя или более атомами-донорами с более чем девятью атомами в цикле, поскольку у этих соединений обычно сильная и специфическая связь с металлами. Основная общая характеристика всех макроциклических молекул это макроциклический эффект.

## Синтез
Макроциклы обычно синтезируются из более мелких линейных молекул.

## История использования
В течение десятилетий макроциклы использовались для синтеза красок. Например фталоцианины, аналоги порфирина, использовались наиболее часто с момента их открытия из-за своего тёмно-синего цвета. Однако, у них есть и другие применения. Их название происходит от предшественника в синтезе - фталодинитрила.

## Макроциклические молекулы
- аннулены — простые углеводородные конъюгаты
- каликсарены — продукты циклической олигомеризации фенола с формальдегидом .
- кукурбитурилы — макроциклы построенного из шести гликольурильных фрагментов.
- циклодекстрины — циклические олигомеры глюкозы.
- циклопептиды и депсипептиды
- циклофаны - углеводороды, состоящие из по меньшей мере одного ароматического блока и соединённой с ним  алифатической цепи таким образом, что формирует мостик между двумя его не соединёнными атомами. Яркий пример - морфин.

## Макроциклы в биологии
Среди природных макроциклических лигандов важную роль играют порфирины — сложные органические молекулы, содержащие четыре атома азота. Порфириновыми комплексами являются гем, хлорофилл, Витамин B12.
Ещё один природный макроциклический лиганд — антибиотик валиномицин, вырабатываемый некоторыми грибками. Валиномицин селективен по отношению к ионам калия. Образующиеся с ним комплексы приобретают способность проникать через межклеточные мембраны, что приводит к нарушению калий-натриевого баланса микроорганизмов и их гибели.

## Категории молекул связанных с этой статьёй
- Лиганд — атомы, ионы или функциональные группы связанные с неким центром
- Хелаты — мультидентные лиганды, содержащие более одного донорного атома
- Криптанды — молекула с множественными циклами
- Ротаксаны — макроциклы надетые на молекулы гантелевидной формы
- Катенан — молекулярные кольца собранные в виде цепи
- Молекулярные узлы — молекулы в форме узла, например трилистника

## Макроциклические молекулы
- аннулены — простые углеводородные конъюгаты
- каликсарены — продукты циклической олигомеризации фенола с формальдегидом .
- кукурбитурилы — макроциклы построенные из шести гликольурильных фрагментов.
- циклодекстрины — циклические олигомеры глюкозы.
- циклопептиды и депсипептиды
- циклофаны — углеводороды, состоящие из по меньшей мере одного ароматического блока и соединённой с ним алифатической цепи таким образом, что формируется мостик между двумя его не соединёнными атомами. Яркий пример — морфин.
- краун-эфиры и их производные азакраун- или тиакраун-эфиры.
- порфирины — получаемые от реакции четырёх пирролов и четырёх альдегидов. Имеют большое биологическое значение.

[18]-аннулен
Каликс[4]арен с пара-трет-бутиловыми заместителями
Каликс[4]резорцинарен
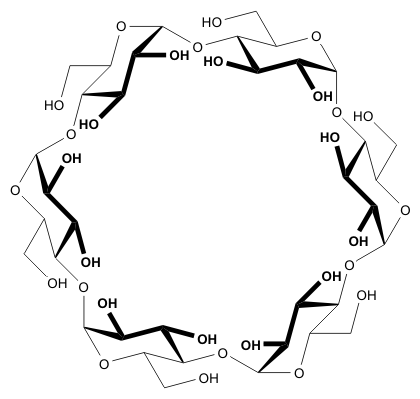
α-циклодекстрин
антибиотик валиномицин
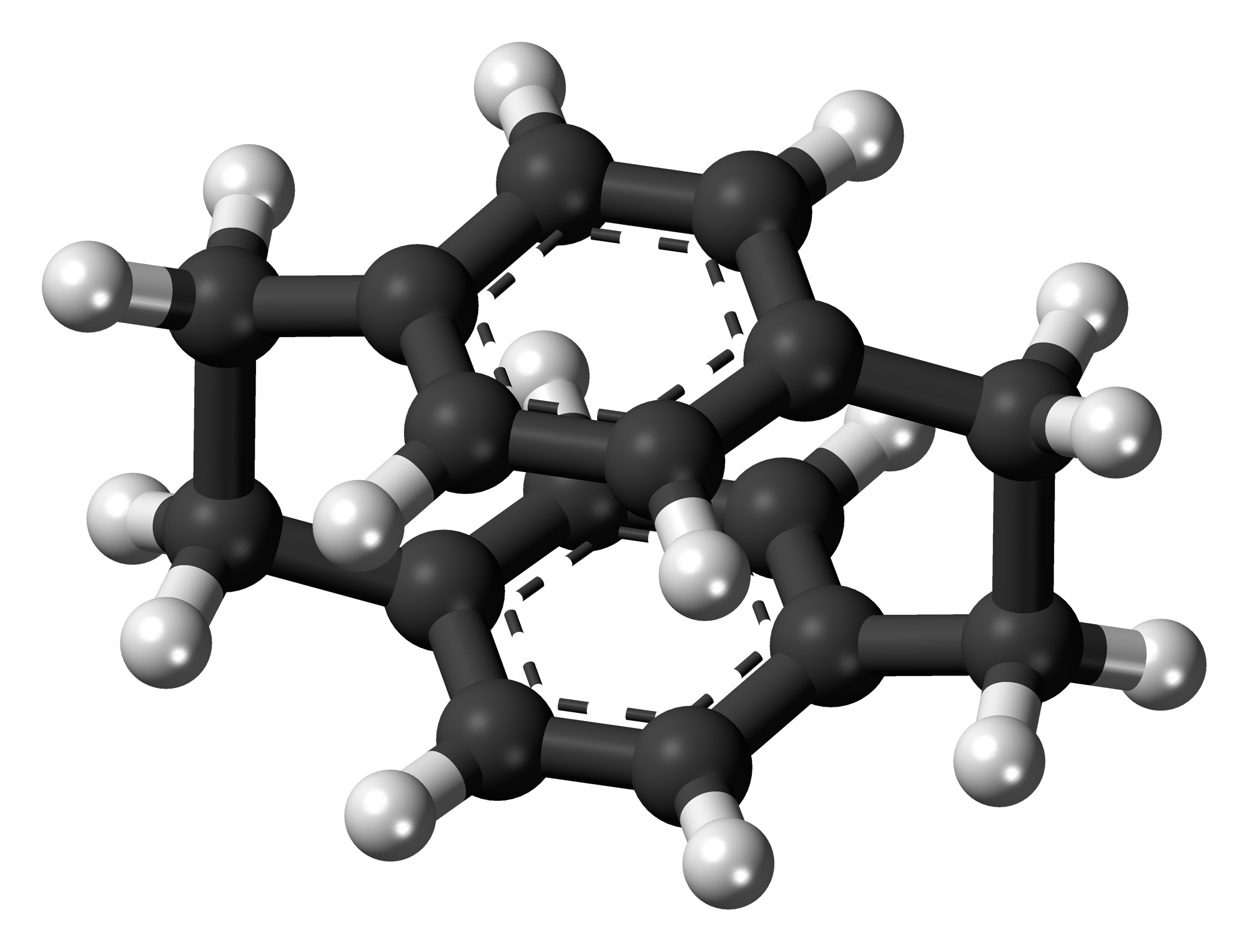
парациклофан
18-краун-6
Порфирин
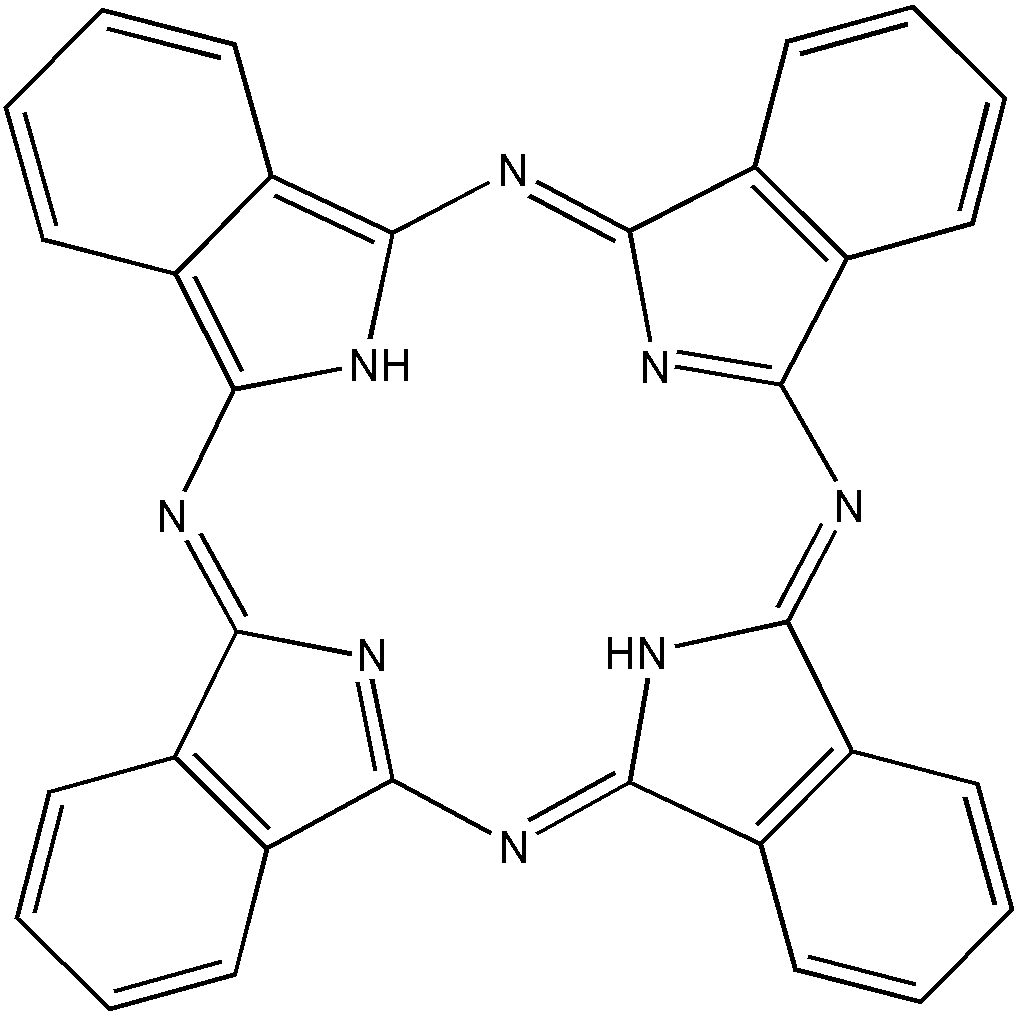
Фталоцианин